# Kelly Vollebregt
Kelly Vollebregt (født: Johanna Vollebregt: i 1. januar 1995 i Delft, Nederlandene) er en kvindelig hollandsk håndboldspiller som har spillet for Borussia Dortmund Handball, danske Odense Håndbold og Hollands kvindehåndboldlandshold.